# Иван Грозный (картина Матейко)
«Иван Грозный» (пол. Iwan Groźny) — картина польского художника Яна Матейко на исторический сюжет, созданная в 1875 году. Хранится в Галерее польского искусства XIX века в краковских Суконных рядах.
Предположительно Матейко заинтересовался личностью русского царя Ивана Грозного благодаря роману Алексея Толстого «Князь Серебряный», который был опубликован на польском языке в 1870—1871 годах. На полотне царь изображён идущим к месту казней во главе процессии. Рядом с ним идёт митрополит, перед которым мальчик несёт открытое Евангелие, дальше следуют царица и Малюта Скуратов со смертным приговором в руках. Малюта оборачивается на осуждённого — боярина Михаила Яковлевича Морозова, видного полководца времён Ливонской войны, одетого в шутовской наряд. Впереди видна виселица. Воющая собака и ворона, пролетающая над землёй перед Морозовым, служат указаниями на его судьбу.